# Mimectatina singularis
Mimectatina singularis là một loài bọ cánh cứng trong họ Cerambycidae.